# 少輔
少輔(大熊座24)也称紫微右垣四，又名BD+70 565，HD 82210、SAO 6897、HR 3771，是大熊座的一颗恒星，视星等为4.56，位于銀經142.55，銀緯38.93，其B1900.0坐标为赤經9h 25m 38.7s，赤緯+70° 38.93′ 12″。